# Vedra Valles
Le Vedra Valles sono una struttura geologica della superficie di Marte.